# Precolumbiaanse geschiedenis van Colombia

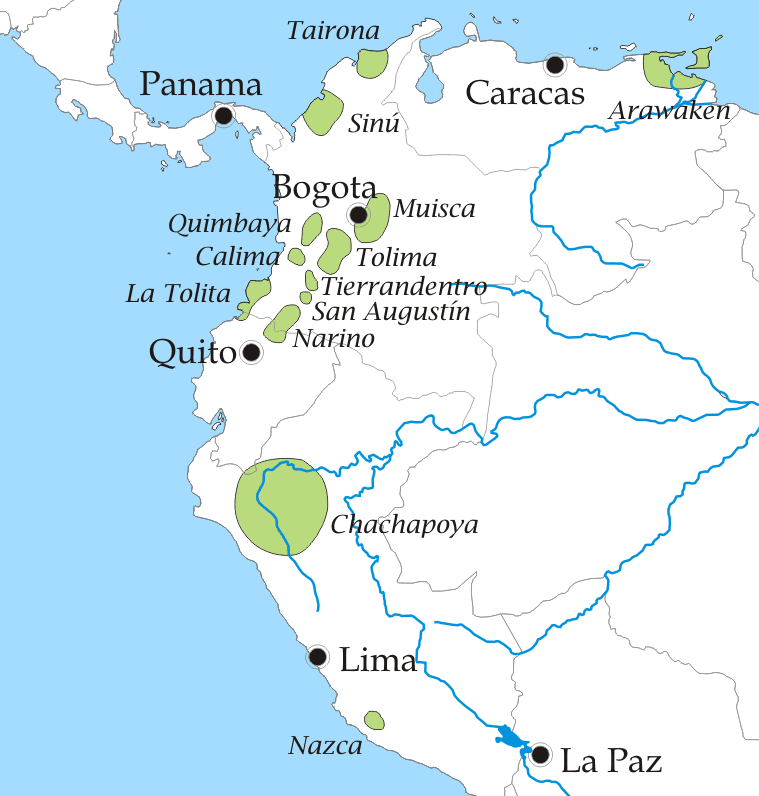
Precolumbiaanse culturen

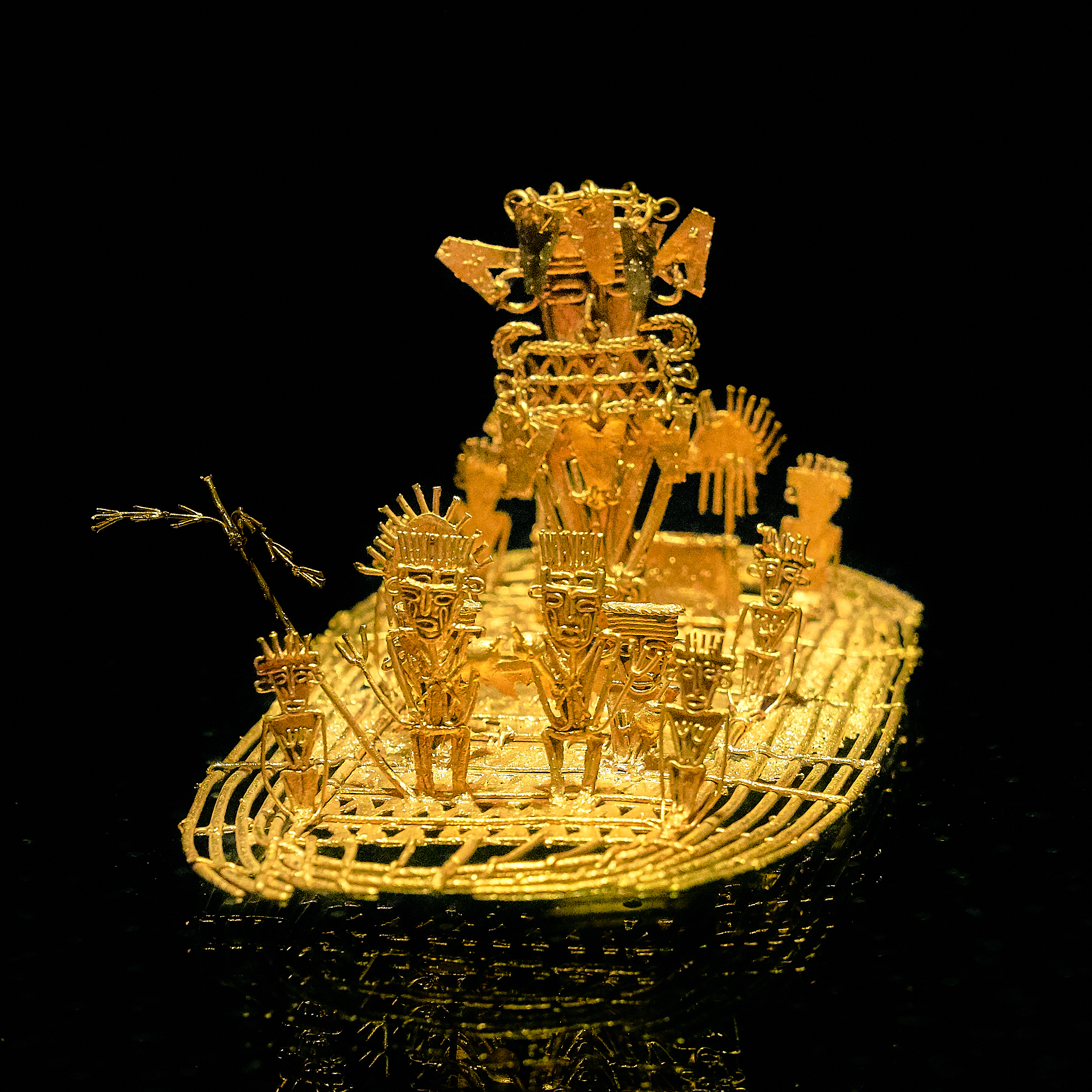
Precolumbiaanse goud: het Muisca-vlot

De precolumbiaanse geschiedenis van Colombia beschrijft de tijd voor de komst van de Spaanse conquistadores van het gebied waar zich het huidige Colombia bevindt. 
In het precolumbiaanse tijdperk werd het land bewoond door inheemse volken met verschillende niveaus van beschaving en organisatie.  

## Lithische perode
De oudst gevonden resten van menselijke bewoning dateren van 16.400 jaar geleden. Het betreffen resten van gereedschap die gevonden zijn nabij Girardot. Belangrijke vroege vindplaatsen zijn El Abra en Tibitó. De oudste resten van menselijke lichamen zijn 12.500 jaar oud en gevonden bij Zipaquirá. Beide plaatsen liggen in het relatief droge Andesgebied. Men gaat er echter van uit dat de warme en vochtige gebieden van de Amazone en de Caraïbische en Pacifische kusten nog eerder werden bewoond hoewel de oudste vondsten daar slechts 9000 jaar oud zijn. 

## Archaïsche periode
De inheemse volken waren rond 5.500 BP jagers en nomadische landbouwers, die de zee- en rivierkusten bevolkten. Met de komst van maïs als voedselbron in de 2e eeuw v.Chr. begonnen groepen zich te vestigen. De archeologische opgravingen van de Monsú werden gedateerd op ongeveer 5.350 BP.

## Formatieve en klassieke periode
Er ontwikkelden zich hoogstaande culturele beschavingen in met name die gebieden die bepaald werden door drie factoren; rivieren, gebergten en mijnbouwgebieden, met name voor goud. 
Vroege precolumbiaanse volken waren in het noorden Urabá (ca. 1000 v.Chr - 0) en Sinú (0 - 1000) (vooral bekend om hun uitgebreide systeem voor irrigatie en drainage van landbouwgrond). In het zuidwesten leefden Tumaco, Calima (1000 v.Chr - 800), Malagana (300 v.Chr - 300 n.Chr), Cauca, San Agustín (1000 v.Chr - 1500 n.Chr), Tierradentro, Nariño, Quimbaya (0 - 900) en Tolima (200 v.Chr - 500 n.Chr). Ten tijde van de Spaanse veroveringen waren er drie taalfamilies in Colombia: Chibcha, Maipuriaanse en Arawaktalen.

## Muisca
Drie- tot vierhonderd jaar voor onze jaartelling trokken Chibcha-sprekende indianen vanuit Midden-Amerika naar Colombia, Venezuela en Ecuador. De Chibcha vestigden zich oorspronkelijk aan de Atlantische kust. Arawak-indianen migreerden vanuit het oosten naar Colombia en vestigden zich voornamelijk in de oostelijke rivierengebieden van de Orinoco en Amazone. Rond 1000 n.Chr. trokken oorlogszuchtige Cariben van de Braziliaanse kuststreek en de eilanden naar de Colombiaanse kusten en rivierdalen van de Magdalena en de Cauca en verdreven daar de Chibcha naar hoger gelegen Andes-gebieden.
De Chibcha bereikten een hoge graad van economische en politieke ontwikkeling. Toen de Europeanen rond 1500 Zuid-Amerika begonnen te ontdekken was de Chibcha de meest prominente etnische groep. Zij waren onderverdeeld in de Muisca en de Tairona, en nog enkele kleinere groepen. De grootste groep, de Muisca, hadden hun woongebied op de hoogvlakten van het huidige Cundinamarca en Boyacá en waren landbouwers. Hun maatschappelijke organisatie draaide om het cacicazgo, het stamhoofd, en een overerfbaar leiderschap via de vrouwelijke lijn. (In het bijzonder: de opvolger/erfgenaam van het stamhoofd was de zoon van zijn zus.) Er bestonden twee grote Muisca bondgenootschappen ten tijde van de Spaanse veroveringen: Bacatá (Bogota) en Hunza (Tunja). Aan het hoofd van de Bacatá stond een Zipa, het opperhoofd. Bij de Hunza heette het opperhoofd Zaque. De kleinere Chibcha-sprekende groep Tairona bevolkten de noordelijke uitlopers van het berggebied Sierra Nevada de Santa Marta. Tairona bestond uit twee groepen, een in het Caraïbische laagland en de ander in de hooglanden van de Andes. De eerste groep leefde van vissen en zoutwinning, producten die ze ruilden voor textiel van de Tairona in het hoogland. Tairona leefden in talrijke goed georganiseerde steden die via stenen wegen met elkaar waren verbonden.

## Werelderfgoed
De overblijfselen van de precolumbiaanse culturen San Agustín (~1100 v. Chr. - 1550 na Chr.) en Tierradentro (ongeveer 500-900 na Christus) zijn in 1995 op de Werelderfgoedlijst geplaatst.

## Precolumbiaanse beschavingen in Colombia
| | |
| Precolumbiaanse beschavingen in Colombia: • Tairona • Zenú • Muisca • Quimbaya • Tolima • Calima • Tierradentro • San Agustín • La Tolita | Precolumbiaanse volkeren en culturen in het zuidwesten van het land: 1 - Quimbaya 2 - Calima 3 - La Balsa 4 - San Agustín 5 - Capulí 6 - Piartal 7 - Tumaco-La Tolita |

De belangrijkste culturen en volkeren waren:
- Tierra Firme
  - Wayuu
  - Tairona
  - Zenú
- Chibcha
  - Muisca
  - Quimbaya
  - Tolima
  - Calima
  - Paez
  - San Agustín
- Pijao
- Barbacoas
  - La Tolita